# Lanrodec
Lanrodec (bretonisch Landrodeg) ist eine französische Gemeinde mit 1.380 Einwohnern (Stand: 1. Januar 2022) im Département Côtes-d’Armor in der Region Bretagne. Sie gehört zum Arrondissement Guingamp und zum Kanton Plélo. Die Einwohner werden Lanrodéciens/Lanrodéciennes genannt.

## Geographie
Lanrodec liegt etwa 19 Kilometer westlich von Saint-Brieuc in der Nordhälfte des Départements Côtes-d’Armor. Im Gemeindegebiet entspringen die Flüsse Goazel und Dourmeur, beide sind Zuflüsse des Leff.

## Bevölkerungsentwicklung
| Jahr                       | 1793 | 1800 | 1806 | 1821 | 1831 | 1886 | 1936 | 1926 | 1962 | 1968 | 1975 | 1982 | 1990 | 1999 | 2006 | 2012 |
| Einwohner                  | 1100 | 863  | 1244 | 1170 | 1607 | 1698 | 1107 | 1211 | 933  | 844  | 724  | 785  | 801  | 843  | 986  | 1220 |
| Quellen: Cassini und INSEE |      |      |      |      |      |      |      |      |      |      |      |      |      |      |      |      |

## Baudenkmäler
Siehe: Liste der Monuments historiques in Lanrodec